# La Ville blanche
La Ville blanche est une huile sur toile de Nicolas de Staël réalisée en 1951, à Paris.  Elle appartient à la période des Compositions de l'artiste qui, va de 1949 à 1951 où Staël a déjà produit Composition 1950 (Composition grise), Composition en gris et vert et de nombreuses autres toiles  qui vont prendre place dans les musées : Composition Staël 1950, huile sur toile 124,8 × 79,2 cm, Tate (galerie) Londres,  Composition (untitled) 1950, huile sur toile 60 × 92 cm, Musée d’Israël, Jérusalem, Israël. Composition Staël 1950 II , 1950, huile sur toile 124,8 × 79,2 cm, Tate (galerie), Londres.  
La Ville blanche est issue de la donation Grandville au Musée des beaux-arts de Dijon. Elle est répertoriée au no 314 du catalogue raisonné établi par Françoise de Staël avec André Chastel, Anne de Staël et Germain Viatte 

## Contexte
La réputation de Nicolas de Staël s'est déjà étendue au-delà de nos frontières, particulièrement aux États-Unis où Théodore Schempp assure sa promotion. Staël est alors à la galerie Louis carré qui l'a exposé à New York dans une exposition collective :  Advancing French Art avec Bazaine, Estève, Hartung, Lanskoy et Lapicque. Mais Staël ne s'entend pas très bien avec ce galeriste. C'est Schempp qui prend le relais aux États-Unis.  où Duncan Phillips acquiert le tableau Nord huile sur toile, 24,1 × 41,2 cm qui restera dans son musée : The Phillips Collection

## Description
Selon Arno Mansar cité par Jean-Louis Prat et Harry Bellet lors de la rétrospective Nicolas de Staël à la Fondation Maeght en 1991, le peintre s'éloigne encore davantage de l'abstrait et se rapproche de la réalité avec cette toile.
On peut y repérer en effet quelques scintillements d'une ville vue de loin ou d'en haut.
Serge Lemoine voit, dans les larges applications au couteau, une similitude avec les « hautes pâtes » de Jean Dubuffet.